# PeerCache
PeerCache ist eine Technik, die es Internetprovidern ermöglicht, den durch Filesharing entstehenden Datenverkehr zu reduzieren. PeerCache wird beispielsweise von Kazaa und eMule unterstützt.

## Prinzip
Bei dem Vorgang wird ein kleiner Teil einer herunterzuladenden Datei auf einen eigens vom Provider bereitgestellten Server übertragen. Andere Clients, die denselben Teil benötigen, laden sich diesen nun direkt vom PeerCache-Server statt konventionell von anderen Teilnehmern des Filesharing-Netzwerks. Das Volumen an Datenverkehr zwischen den verschiedenen Providern wird auf diese Weise verringert und die dabei anfallenden Kosten folglich reduziert. Vorteil für die Clients ist eine zumeist wesentlich höhere Downloadgeschwindigkeit.

## Verbreitung
PeerCache konnte sich in der Vergangenheit nicht durchsetzen, da nur die wenigsten Provider die Technik unterstützen. Ein Grund dafür ist mutmaßlich die Befürchtung, dass dies von Kritikern als gezielte Unterstützung von Filesharing gewertet werden könnte. So haben auch einige Provider bereits ihre PeerCache-Server wieder abgeschafft.
Einige eMule-Mods unterstützen die Webcache-Technik, die einen sehr ähnlichen Ansatz darstellt. Diese unterscheidet sich jedoch von PeerCache dahingehend, dass sie keinen speziell eingerichteten Server benötigt, sondern die bestehenden Proxyserver des Providers nutzt. Mehr und mehr Provider schaffen jedoch auch diese Server ab.

## Entstehung
2001 gründeten der Kazaa-Mitentwickler Niklas Zennström und sein Team die Firma Joltid und entwickelte verschiedene Peer-To-Peer Technologien. Darunter auch den PeerCache, was es ISP-Usern ermöglicht Musik-Files vom ISP direkt herunterzuladen und so der Musikindustrie zum Teil Schäden entstehen. Daher schreckten etliche Provider davor zurück, diese Technologie einzusetzen, da sie befürchteten, wegen Mittäterschaft belangt werden zu können.